# Taliesin
Taliesin, auch Taliessin (* ca. 534; † ca. 599) war vermutlich ein historischer Barde in Britannien. Er gilt als Verfasser der frühesten überlieferten Werke in walisischer Sprache. Man vermutet, dass Taliesin an wenigstens drei britannischen Königshöfen seiner Zeit die Stellung eines Barden innehatte. 

## Historische Biographie

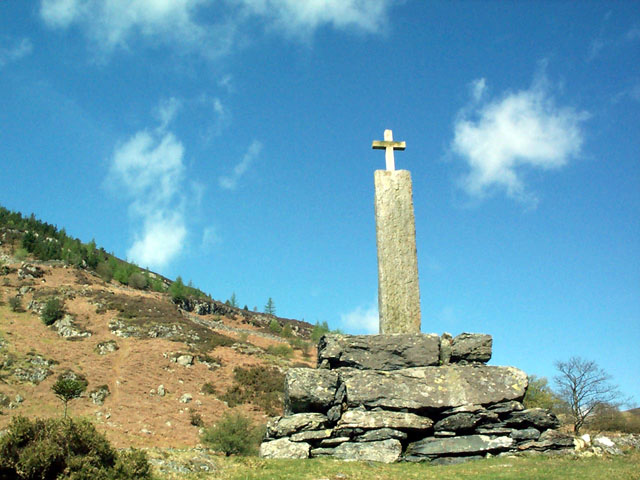
Angeblicher Geburtsort bei Llyn Geirionydd

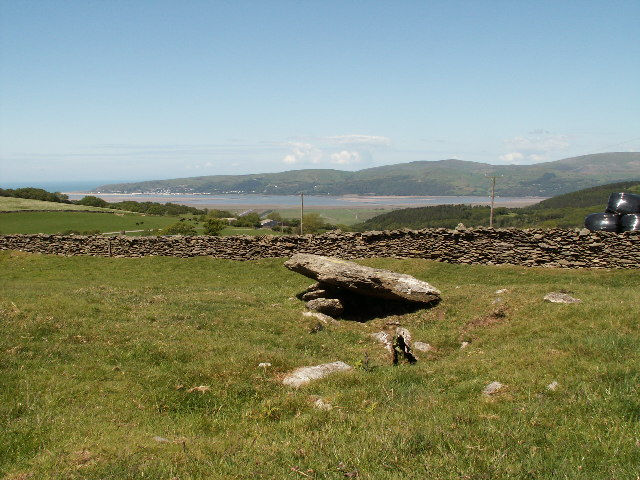
Das Grab Bedd Taliesin

Nach der Historia Brittonum („Geschichte der Briten“) lebte Taliesin in der zweiten Hälfte des 6. Jahrhunderts in Nordengland und dürfte deshalb als Sprache das Kumbrische verwendet haben. Die Historia zählt ihn zu den Cynfeirdd (wal. ['kənveirð']), den ersten namentlich bekannten Dichtern der britannischen Kelten. In kymrischer Sprache verfasste er wahrscheinlich zahlreiche Gedichte, die im Llyfr Taliesin („Das Buch Taliesins“) aus dem frühen 14. Jahrhundert gesammelt sind. Ifor Williams ordnete ihm jedoch lediglich 12 dieser Werke aufgrund inhaltlicher und sprachlicher Abgleichungen mit Sicherheit zu. Diese Lieder und Gedichte sind historisch nachweisbaren Königen gewidmet, zum Beispiel denen von Powys und Elmet. Die meisten seiner Werke beschäftigen sich jedoch mit König Urien von Rheged. Einige der darin beschriebenen Geschehnisse sind auch in anderen Quellen überliefert. Selbst vorsichtige Historiker gehen daher davon aus, dass die an Urien gerichteten Verse tatsächlich aus dem 6. Jahrhundert stammen. Die übrigen sind später entstanden und behandeln ihn bereits als historische Person oder Sagenfigur.

## Mythologische Biographie
Nach einer anderen Überlieferung, die erstmals im 16. Jahrhundert niedergeschrieben wurde, war Taliesin der Pflegesohn des Königs von Ceredigion. Nach derselben Überlieferung soll Taliesin nahe den Orten seiner Kindheit in Ceredigion begraben sein. Auch das Ufer des Sees Llyn Geirionydd am Fuße des Carnedd Llewelyn in Nordwales wird im Llyfr Coch Hergest („Das Rote Buch von Hergest“) als Ort seiner Geburt genannt. Bedd Taliesin ist der denkmalgeschützte Rest eines bronzezeitlichen Rundcairns, in dem der Dichter der Legende nach begraben liegen soll.
In der Erzählung Branwen ferch Llŷr („Branwen, die Tochter Llŷrs“) wird Taliesin als einer der wenigen Waliser genannt, die aus Irland in ihre Heimat zurückkehren. In Culhwch ac Olwen („Die Geschichte von Culhwch und Olwen“) ist er ein Gefolgsmann von König Artus. In den Englynion y Clyweid („Die Sprüche der Weisen“) wird Avaon, dem Sohn Taliesins, der Satz „Frechheit täuscht nicht über Herzensangst hinweg“ zugeschrieben.

## Gwion Bach
- Artikel Hanes Taliesin

Hanes Taliesin („Die Geschichte Taliesins“) ist eine mythische Erzählung über seine Jugend, in der er ursprünglich den Namen Gwion Bach [gwion baːx] („Kleiner Gwion“) trug. Diese Geschichte ist bis ins 9. Jahrhundert zurückzuverfolgen, wurde aber erst im 16. Jahrhundert aufgezeichnet. Sie ist in der „Weltchronik“ von Elis Gruffydd (* ~1490, † 1552) enthalten.

## Rezeption
Die englische Hard-Rock-Band Deep Purple veröffentlichte 1968 das Album The Book of Taliesyn, benannt nach dem o. g. Llyfr Taliesin.
Die Ateliers Taliesin und Taliesin West dienten dem amerikanischen Architekten Frank Lloyd Wright als Sommer- bzw. Wintersitz.
Ein Krater auf Europa (Mond), einem Mond des Jupiter, trägt den Namen Taliesin.